# Smith Corner (Kalifornija)
Smith Corner je naseljeno područje za statističke svrhe u američkoj saveznoj državi Kalifornija. Prema popisu stanovništva iz 2010. u njemu je živjelo 524 stanovnika.